# Constant Bourgeois
Pour les personnes ayant le même patronyme, voir Bourgeois.
Florent Fidèle Constant Bourgeois, dit Constant Bourgeois, également appelé le « commandant Bourgeois » ou « Bourgeois du Castelet », né à Guiscard (Picardie, actuellement dans l'Oise) le 5 juin 1767 et mort à Passy le 26 juin 1841, est un peintre, lithographe, dessinateur et graveur français.
Colonel, il quitte l'armée pour la peinture. Élève de Jacques Louis David, il devient peintre d'histoire et surtout de paysages, contemporains ou historiques. Il expose ses tableaux dans les salons, et reçoit des commandes de l'État. Il publie aussi des albums de ses gravures.

## Biographie
Né en 1767, Constant Bourgeois est le fils de Pierre Bourgeois, notaire, receveur général du marquisat de Guiscard, régisseur du duc d'Aumont et de Marguerite Agnès Gomart,.
Pendant la Révolution, il est en 1793-1794 volontaire au 4e bataillon de la Haute-Garonne. Il est envoyé à Nîmes puis à Paris. Selon le Bénézit, il devient colonel.
Il se consacre ensuite au dessin et à la peinture ; il est un des élèves du peintre David,. Celui-ci influence le début de son œuvre, qui est d'inspiration classique.
Constant Bourgeois aime particulièrement la peinture de paysages, et séjourne en Italie, d'où il envoie beaucoup de Vues qu'il fait exposer au Salon à partir de 1791.
Il est parmi les premiers peintres de panoramas et, avec Jacques-Michel-Denis Delafontaine, aide Pierre Prévost pour la réalisation du panorama Vue de Paris depuis les Tuileries exposé à partir de l'été 1799, et pour l’Évacuation de Toulon par les Anglais en 1793, l’année suivante.
Ses lavis sont précis et lumineux, il les traite directement au pinceau, sans contour au trait ; ses paysages d'Italie, de France et de Suisse sont particulièrement appréciés. Sous le Consulat, Vivant Denon le charge de dessiner des scènes des campagnes de Bonaparte ; Bourgeois expose ainsi, au salon de 1800, six dessins panoramiques où il représente Toulon en 1798 et le départ de l'expédition d'Égypte.

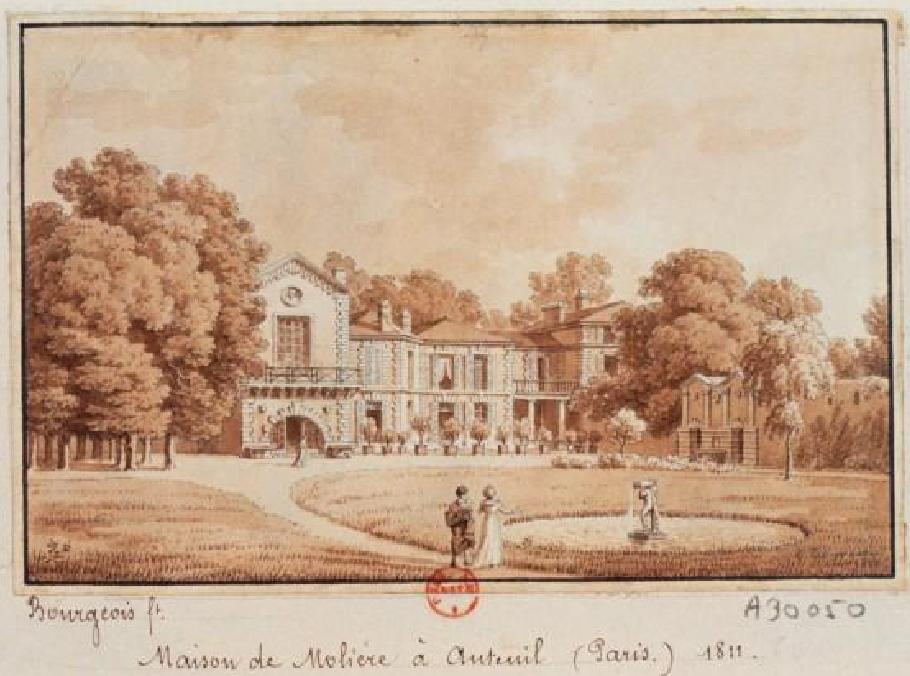
La maison de Molière, dessin de Constant Bourgeois, 1811.

Bourgeois reçoit de nombreuses commandes officielles. Il peint pour le Grand Trianon et pour le château de Fontainebleau. Napoléon lui demande un tableau de l'armée à Aschaffenbourg, les musées exposent ses œuvres,.
Sous l'Empire puis sous la Restauration, il expose dans les salons, pendant plus de trente ans. Au Salon de Paris, il expose notamment Vue du château d'Ussé en 1810 ; Vue du château de Pau en 1817 ; François Ier à Vaucluse en 1819 ; Vue prise dans un bois de chênes verts en 1831.
Il reçoit plusieurs distinctions, une médaille d'or, plusieurs prix de paysages et bénéficie d'un logement de fonction au palais du Louvre. Il a des élèves comme François-Edmée Ricois.
Ses principales productions sont des paysages, notamment des paysages historiques, qu'il peint ou dessine en France et à l'étranger. Il réalise aussi des gravures à l'eau-forte et des lithographies. Il voyage en France, en Italie, en Suisse.
Il compose également des ouvrages qu'il illustre de ses lithographies, comme le Recueil de vues et fabriques pittoresques d'Italie en 1805 et les années suivantes, le Recueil de vues pittoresques de la France, le Voyage pittoresque à la Grande Chartreuse en 1821. Il illustre aussi la Description des nouveaux jardins de la France et de ses anciens châteaux d’Alexandre Laborde.
Charles Paul Landon le juge comme un artiste distingué pour la richesse de ses compositions et la pureté de son style, à la manière de Poussin.

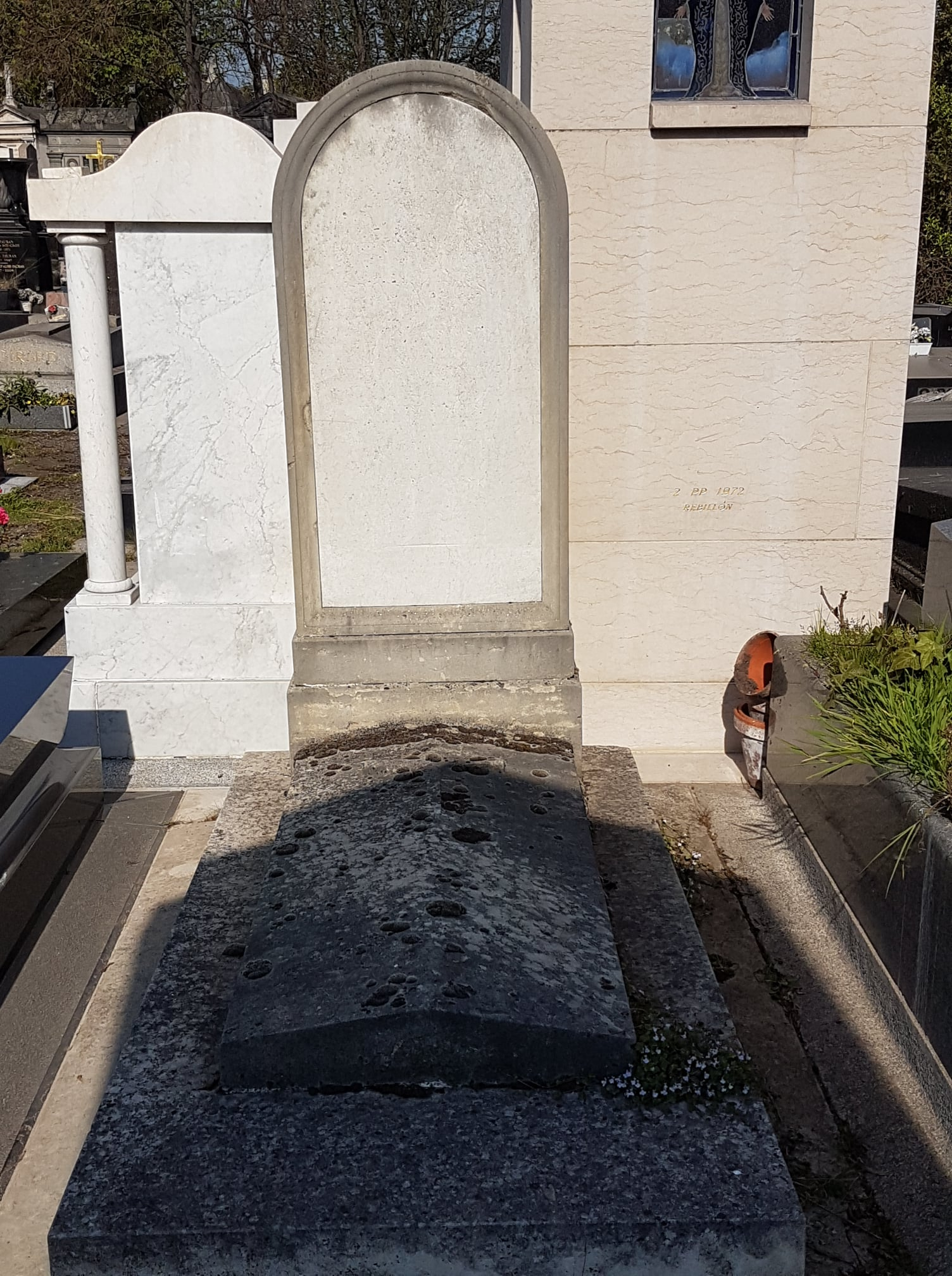
Sépulture au cimetière de Passy.

Mais ses tableaux ont peu de succès en France. Beaucoup d'entre eux partent en Allemagne ou en Russie.
Il meurt le 26 juin 1841, à Passy, dans le département de la Seine. Ses obsèques sont célébrées le 28 juin, en l'église de l'abbaye de Saint-Germain-des-Prés, à Paris. Il est inhumé au cimetière de Passy (9e division).
De son épouse Marie Claude Monplé, il eut un fils, également peintre, Amédée Bourgeois (1798-1837), second Prix de Rome en 1821.

## Gravures d'après Constant Bourgeois
- Vue d'un ancien château à Tivoli, 18 milles de Rome, par Laurent Guyot (1756-1806)
- Vue d'une partie des Ruines du Colisée à Rome, par Laurent Guyot (1756-1806)

## Hommages

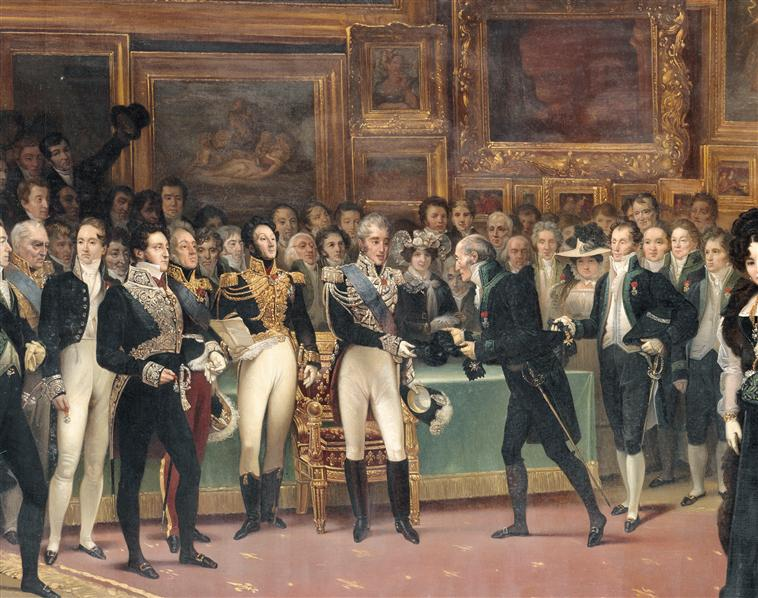
Constant Bourgeois figure à l'arrière-plan parmi les artistes représentés lors d'une remise de récompenses par le roi Charles X en 1825.

### Distinctions
- Chevalier de la Légion d'honneur, 1828[13].
- Médaille d'or à une exposition au Louvre.
- 1er prix de paysage.
- 2d grand prix de peinture de paysage historique, 1821.

### Dans les musées
Plusieurs musées ont dans leurs collections des œuvres de Bourgeois du Castelet, :
- Avignon : Vue de Ponte Salario sur le Teverone.
- Douai, Musée de la Chartreuse : Gil Blas ; Sur la route de Pennaflor.
- Grenoble, musée de Grenoble : estampes
- Paris, musée du Louvre : 108 dessins.
- Pau, musée national du château de Pau : trois dessins, deux estampes.
- Pontoise : Église des environs de Paris.
- Nemours, Château-Musée : Vue du château de Nemours, 1819, lithographie, 30 x 38 cm. 1905.6.1.
- Rouen : Médaillon de Louis Brune.
- Senlis, musée d'Art et d'Archéologie : 16 estampes.
- Versailles, musée national des châteaux de Versailles et de Trianon : Entrevue de Napoléon et du prince Karl von Dalberg à Aschaffenburg, en collaboration avec Jean-Baptiste Debret ; sept dessins[17].
- Villers-Cotterêts, musée Alexandre Dumas : une estampe.

### Autres hommages
À Guiscard, le collège Constant-Bourgeois porte son nom.